# Monte-Carlo Masters 2023
Monte-Carlo Masters 2023 (cunoscut și sub numele de Rolex Monte-Carlo Masters din motive de sponsorizare) a fost un turneu de tenis pentru jucători profesioniști de sex masculin, care s-a jucat pe terenuri cu zgură, în aer liber. A fost cea de-a 116-a ediție a turneului anual Monte Carlo Masters, sponsorizat de Rolex pentru a 14-a oară. S-a desfășurat la Monte Carlo Country Club din Roquebrune-Cap-Martin, Franța (deși declarată ca Monte Carlo, Monaco). A fost un turneu de nivel ATP 1000 din Circuitul ATP 2023.

## Campioni

### Simplu
Pentru mai multe informații consultați Monte-Carlo Masters 2023 – Simplu

### Dublu
Pentru mai multe informații consultați Monte-Carlo Masters 2023 – Dublu

## Puncte
Deoarece Monte Carlo Masters este un turneu neobligatoriu Masters 1000, există reguli speciale privind distribuirea punctelor. Monte Carlo Masters contează ca unul dintre turneele de nivel 500 ale unui jucător, în timp ce distribuie puncte pentru Masters 1000.
| Probă           | C    | F   | SF  | QF  | R16 | R32 | R64 | Q   | Q2  | Q1  |
| Simplu masculin | 1000 | 600 | 360 | 180 | 90  | 45  | 10  | 25  | 16  | 0   |
| Dublu masculin  | 1000 | 600 | 360 | 180 | 90  | 0   | N/A | N/A | N/A | N/A |

## Premii în bani
| Probă  | C        | F        | SF       | QF       | R16     | R32     | R64     | Q2      | Q1     |
| Simplu | €892,590 | €487,420 | €266,530 | €145,380 | €77,760 | €41,700 | €23,100 | €11,830 | €6,200 |
| Dublu* | €282,870 | €152,140 | €81,140  | €41,140  | €21,980 | €11,830 | N/A     | N/A     | N/A    |

*per echipă